# Rhodacaropsis inexpectatus
Rhodacaropsis inexpectatus är en spindeldjursart som beskrevs av Rainer Willmann 1935. Rhodacaropsis inexpectatus ingår i släktet Rhodacaropsis och familjen Rhodacaridae. Inga underarter finns listade i Catalogue of Life.